# Cape Agulhas Local Municipality
Cape Agulhas (englisch Cape Agulhas Local Municipality, afrikaans Kaap Agulhas Plaaslike Munisipaliteit) ist eine Lokalgemeinde im Distrikt Overberg der südafrikanischen Provinz Westkap. Der Sitz der Gemeindeverwaltung befindet sich in Bredasdorp. Bürgermeister ist Paul Swart.
Südlichster Punkt der Gemeinde ist das Kap Agulhas, gleichzeitig südlichster Landpunkt Afrikas, der im Küstenbereich zudem das Zusammentreffen von Atlantischem und Indischem Ozean markiert. Die Lokalgemeinde wurde nach dieser besonderen Örtlichkeit benannt. Frühere Seefahrer bemerkten hier, dass die Kompassnadel exakt nach Norden zeigt (portug.: agulha bedeutet Nadel). Von dieser Beobachtung leiteten sich auch die englischsprachigen Namensalternativen Cape of Compasse und The Needles ab.

## Städte und Orte
- L’Agulhas
- Arniston
- Blomfontein
- Bredasdorp
- Elim
- Napier
- Struisbaai

## Bevölkerung
Im Jahr 2011 hatte die Gemeinde 33.038 Einwohner auf einer Gesamtfläche von 2841 km². Davon waren 65,6 % Coloured, 21,6 % weiß und 11,5 % schwarz. Gesprochen wurde zu 83,3 % Afrikaans, zu 5,9 % isiXhosa und zu 5,5 % Englisch.